# Simon Bolivar Buckner Jr.
Simon Bolivar Buckner Jr. (ur. 18 lipca 1886 w Munfordville, zm. 18 czerwca 1945 na Okinawie) – amerykański generał porucznik z okresu II wojny światowej.
Był ostatnim z czterech generałów poruczników armii amerykańskiej, którzy polegli podczas II wojny światowej, obok Lesleya McNaira, Franka Andrewsa i Millarda Harmona.

## Życiorys
Pochodził z rodziny o tradycjach wojskowych – jego ojciec był generałem armii konfederatów podczas wojny secesyjnej. Syn w 1908 r. został absolwentem akademii wojskowej West Point. W 1917 r. zaciągnął się do United States Army Air Service, jednak do końca I wojny światowej nie wziął udziału w żadnej akcji bojowej.
Po zakończeniu wojny wrócił do West Point, gdzie pracował w departamencie taktycznym, dopóki nie został komendantem kadetów (1932–1936). W lipcu 1940 r. awansowano go do stopnia brigadier general (odpowiednik polskiego generała brygady); jako komendant wojskowy Alaski miał za zadanie ufortyfikować ten obszar i przygotować do obrony. W lipcu 1944 r., już w stopniu generała porucznika, został skierowany na Hawaje, gdzie otrzymał zadanie zorganizowania 10 Armii i jej przygotowanie do zdobycia Tajwanu. Później plan zmieniono i armię tę skierowano na Okinawę. Podobnie jak w przypadku jego japońskiego przeciwnika było to największe zadanie bojowe w jego karierze. 18 czerwca 1945 r. Buckner stał pomiędzy dwoma głazami, obserwując walkę 8 Pułku Piechoty Morskiej, kiedy trafiło go kilka odłamków po uderzeniu w pobliską skałę japońskiego pocisku artyleryjskiego. Zmarł po kilku minutach. Dowództwo na Okinawie objął po nim gen. Roy Geiger.
Awansowany pośmiertnie na czterogwiazdkowego generała. Jego imieniem nazwano fort oraz zatokę na Okinawie.